# 3908 Nyx

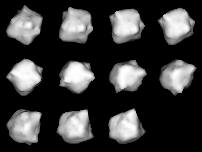
3908 Nyx

3908 Nyx eller 1980 PA är en asteroid i huvudbältet som kortar Mars omloppsbana och kommer nära Jordens omloppsbana, den upptäcktes 6 augusti 1980 av den tyske astronomen Hans-Emil Schuster vid La Silla-observatoriet. Den är uppkallad efter gudinnan Nyx i den grekiska mytologin.
Asteroiden har den diameter på ungefär 1 kilometer och den tillhör asteroidgruppen Amor.